# Procope Tchirine
Procope Tchirine (fin du XVIe siècle - première moitié XVIIe siècle ; en russe : Прокопий Чирин) est un peintre russe d'icônes, peintre officiel, une des maîtres les plus connus de l'École Stroganoff.
La plupart des œuvres de ce peintre sont liées à des commandes de la famille Stroganoff. Son style se distingue par sa proximité avec l'art de la miniature et de l'écriture calligraphiée. 
Le caractère poétique de ses sentiments religieux le distingue des autres peintres de cette école Stroganoff.

## Œuvres

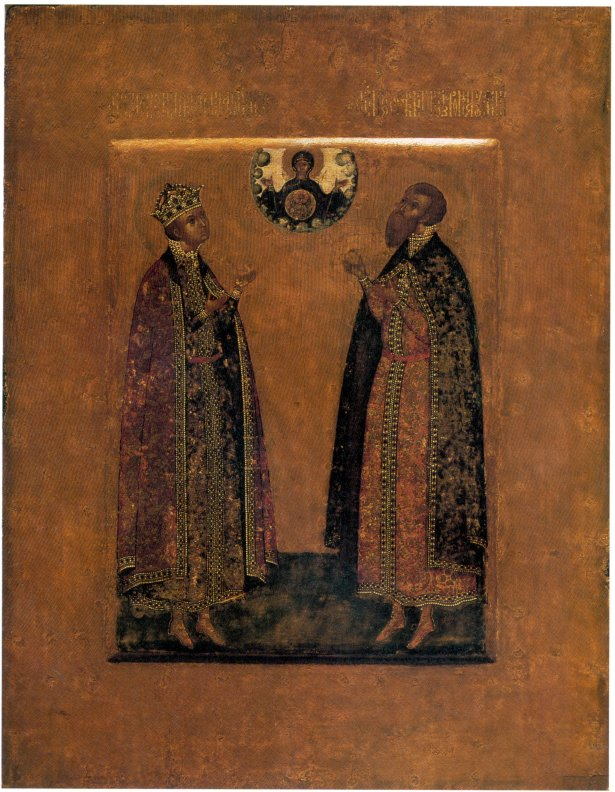
Le tsarevitch Dmitri et le prince Roman Ouglinski ou d'Ouglitch. Première moitié XVIIe siècle.
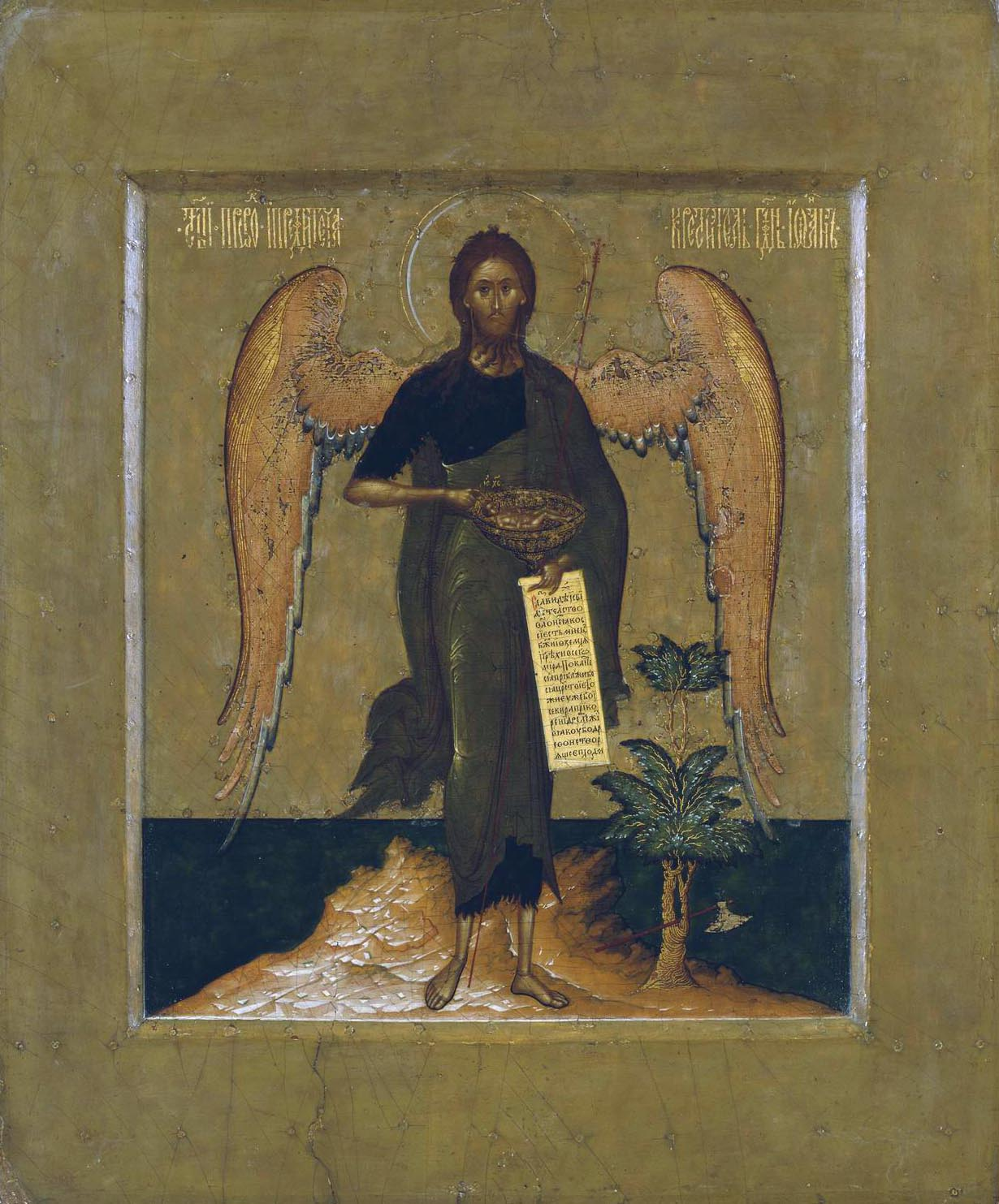
Jean le Baptiste — L'ange du désert (1620) Galerie Tretiakov.
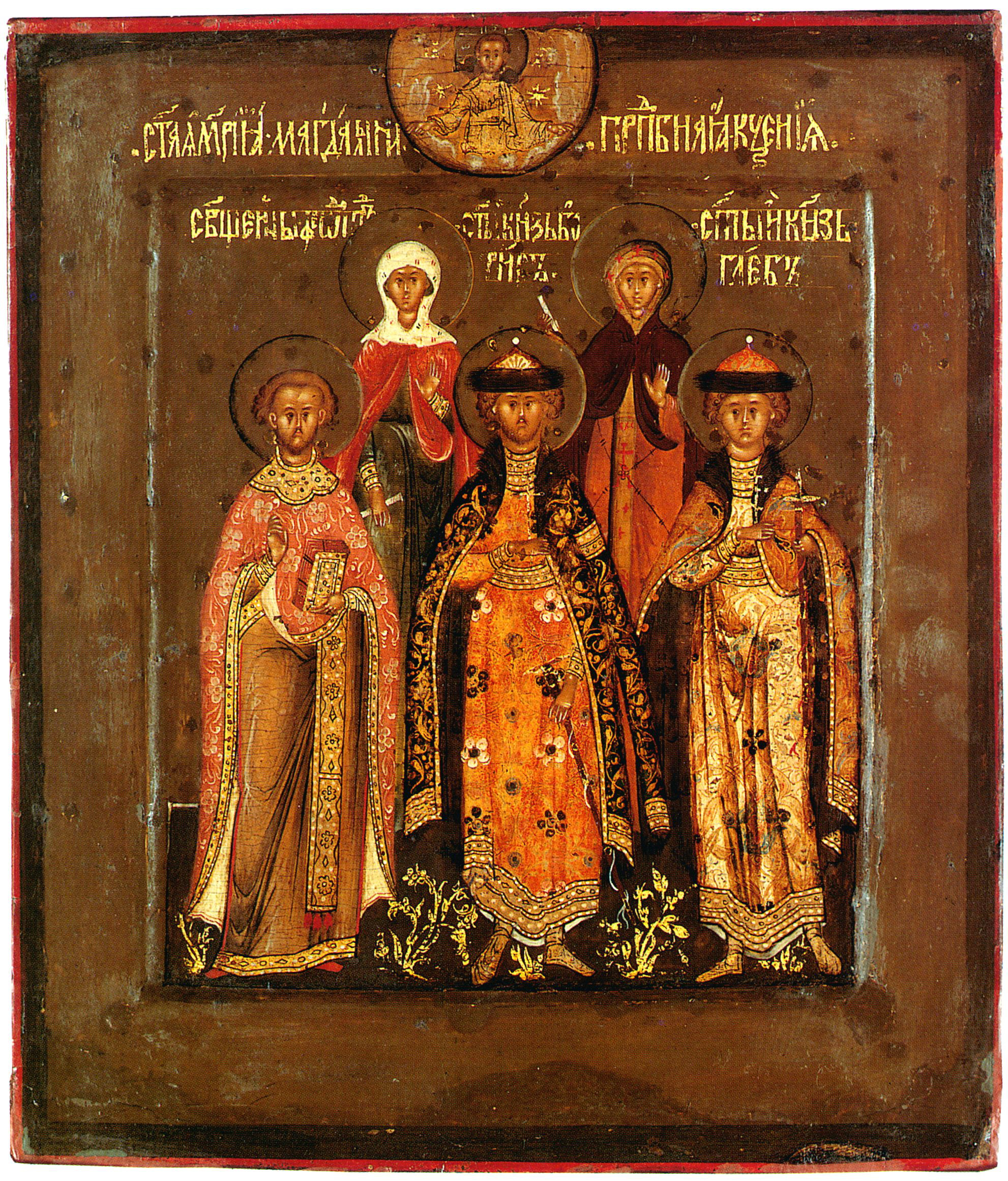
Icône familiale de Boris Godounov. Vers 1600.